# Lava, Celje
Lava (slovenă: Lava, Mestna četrt Lava) este un cartier în orașul Celje (Țelie), Slovenia. Este situat pe malul stâng râului Koprivnica (Coprivnița). Lava, ca partul indepedent orașului Celje, a infundata 5 februarie 1978, în referendumul în care doi cartiere au creat și care au divizat de fostă "Krajevna skupnost Ostrožno" ( Comunitate local Ostojno).  Președintul cartierului este Harald Flis și vicepreședintul Marjan Tržan. La 1 ianuarie 1999, "Krajevna skupnost Lava" (Comunitate local Lava) s-a redenumit în "Mestna četrt Lava" (District orașului Lava).  În stradă lui Puc (Puț) este situată școală elementară, ȘE "Lava" (slovenă:Osnovna šola "Lava").